# Surinaamse parlementsverkiezingen 1890
De Surinaamse parlementsverkiezingen in 1890 vonden plaats in maart van dat jaar. 
Er konden drie leden voor de Koloniale Staten gekozen worden in verband met het periodiek aftreden van G.H. Barnet Lyon, M.S. van Praag en A. Salomons.
| Kandidaat                                         | Stemmen in de eerste ronde | resultaat |
| ------------------------------------------------- | -------------------------- | --------- |
| L.C. van Amson                                    | 10                         | x         |
| G.H. Barnet Lyon                                  | 151                        | gekozen   |
| T.L. Ellis                                        | 7                          | x         |
| M.S. van Praag                                    | 150                        | gekozen   |
| A. Salomons                                       | 146                        | gekozen   |
| G.J. Vanier                                       | 6                          | x         |
| meerdere andere personen met minder dan 5 stemmen |                            |           |

Bij deze verkiezingen mochten alleen mannen die aan bepaalde voorwaarden voldeden (censuskiesrecht) stemmen. Bij de eerste ronde waren er 167 geldig uitgebrachte stembiljetten waarbij een kiezer voor meer dan een kandidaat kon stemmen. Er waren drie zetels te verdelen en om in de eerste ronde gekozen te kunnen worden had een kandidaat de stem nodig van meer dan de helft van de geldig uitgebrachte stembiljetten (minstens 84 stemmen). Precies drie kandidaten voldeden aan die voorwaarde zodat er geen tweede ronde nodig was.
Na deze verkiezingen had de Koloniale Staten de volgende dertien leden:
| Naam                       | Gepland jaar van aftreding | Bijzonderheden                                      |
| -------------------------- | -------------------------- | --------------------------------------------------- |
| D. Juda*                   | 1891                       | voorzitter                                          |
| J.F.A. Cateau van Rosevelt | 1892                       | vicevoorzitter, in 1891 opgevolgd door C.J. Heylidy |
| P. van den Broek*          | 1891                       |                                                     |
| H. Barnett*                | 1891                       | opgevolgd door J. Kalff* en later A.H. van Geyt*    |
| S.M. Swijt*                | 1891                       |                                                     |
| C. van Lier                | 1892                       | in 1890 opgevolgd door H. Barnett                   |
| C.H. van Meurs             | 1892                       |                                                     |
| A.H. de Granada            | 1894                       |                                                     |
| J.E. Muller                | 1894                       |                                                     |
| H. d'Angremond             | 1894                       |                                                     |
| G.H. Barnet Lijon          | 1896                       |                                                     |
| M.S. van Praag             | 1896                       |                                                     |
| A. Salomons                | 1896                       |                                                     |

* = benoemd door de gouverneur